# ウェックスフォード統監
ウェックスフォード統監（ウェックスフォードとうかん、英語: Lord Lieutenant of Wexford）は、イギリスの官職。統監の1つで、ウェックスフォード県を担当する。1831年首席治安判事（アイルランド）法（Custos Rotulorum (Ireland) Act 1831）により、Governor職を置き換える形で設立され、ウェックスフォード首席治安判事も兼任する。1922年に建国したアイルランド自由国では統監が任命されなくなったが、法律自体は残り、1983年制定法整理法で正式に廃止された。

## 一覧
- 1831年10月7日 – 1856年6月2日：初代カリュー男爵ロバート・カリュー[3]
- 1856年7月5日 – 1881年9月8日：第2代カリュー男爵ロバート・カリュー[3]
- 1881年11月2日 – 1901年4月14日：モーリス・フィッツジェラルド卿[3]（第4代リンスター公爵チャールズ・フィッツジェラルドの次男[4]）
- 1901年7月27日 – 1922年：ストップフォード子爵ジェームズ・ストップフォード（のち第6代コータウン伯爵）[3]